# Cachoeira Dourada (Minas Gerais)
Cachoeira Dourada is een gemeente in de Braziliaanse deelstaat Minas Gerais. De gemeente telt 2.595 inwoners (schatting 2009).

## Aangrenzende gemeenten
De gemeente grenst aan Canápolis, Capinópolis, Ipiaçu, Ituiutaba en Cachoeira Dourada (GO).